# Arboretum Karnieszewice

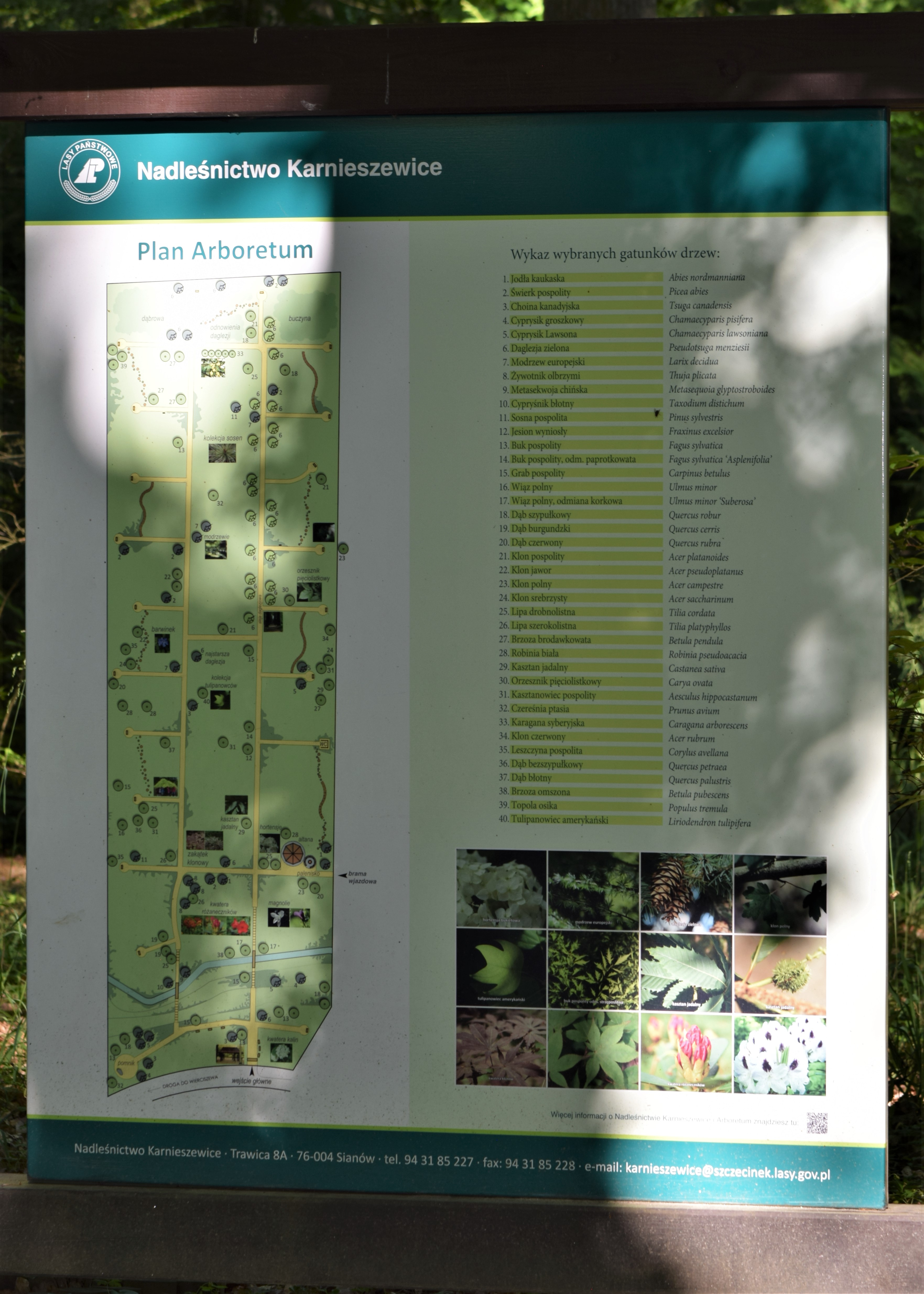
Plan ogrodu

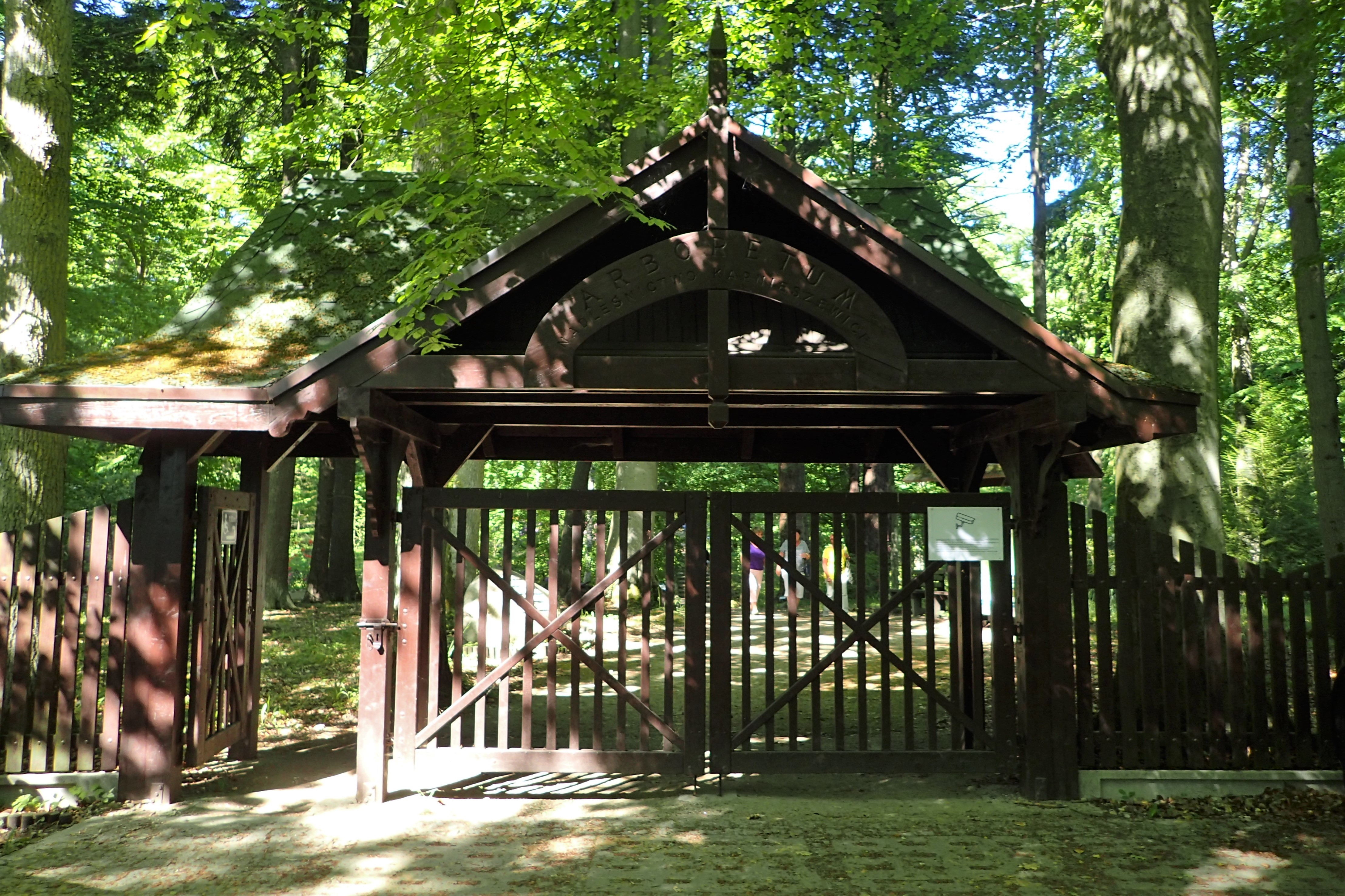
Brama ogrodu

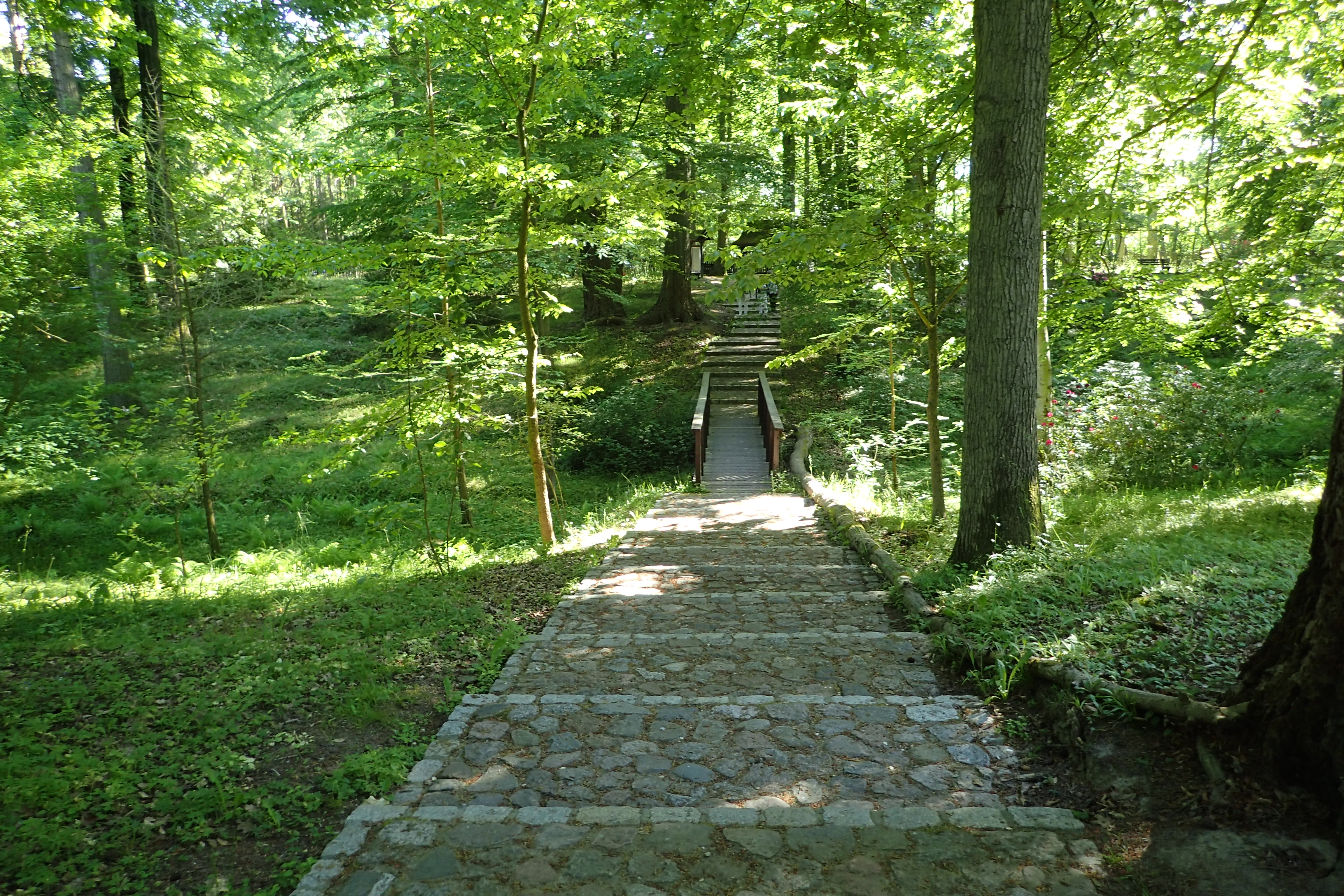
Ścieżka z mostkiem

Arboretum Karnieszewice – arboretum znajdujące się 15 km na północny wschód od Koszalina, na terenie lasów Leśnictwa Kamionka (oddz. 25) Nadleśnictwa Karnieszewice, w gminie Sianów. Dojazd do obiektu zapewnia droga publiczna łącząca Karnieszewice i Wierciszewo, na którą można zjechać z drogi ekspresowej nr 6 w Karnieszewicach lub z drogi wojewódzkiej nr 203 w Wierciszewie. Wzdłuż północno-zachodniej granicy arboretum biegnie linia kolejowa nr 202 (Szczecin-Słupsk-Gdynia).
Łączna powierzchnia obiektu wynosi 19,04 ha, ale część udostępniana i skupiająca kolekcje z nasadzeniami zajmuje 4,80 ha. W części tej znajduje się zagospodarowanie turystyczne z wyznaczonymi alejami, mostkami, miejscami wypoczynku, altaną i miejscem na ognisko. Wstęp do arboretum jest bezpłatny.

## Historia
Arboretum powstało najprawdopodobniej w 1881 roku, co upamiętniać ma znajdujący się w północno-zachodnim narożniku głaz z napisem Pom. Forst. Verein 1881. Pomorskie Towarzystwo Leśne (Pommerscher Forst-Verein) było stowarzyszeniem organizującym m.in. prace nad aklimatyzacją obcych gatunków drzew, potencjalnie przydatnych w gospodarce leśnej. Już co najmniej w 1882 prowadzono tu eksperymenty z uprawą m.in. sosny czarnej Pinus nigra subsp. laricio, jałowcem wirginijskim Juniperus virginiana i klonem srebrzystym Acer saccharinum (obiekt nazwany był już wówczas ogrodem botanicznym – Pflanzgarten Karniesewitz). Najstarsze zachowane drzewa w arboretum – daglezji zielonej Pseudotsuga menziesii osiągają także wiek wskazujący na wysianie ich w latach 80. XIX wieku. Utworzenie i funkcjonowanie obiektu łączone jest z osobą profesora Adama Schwappacha – założyciela sieci leśnych placówek i powierzchni doświadczalnych w Niemczech.
Po II wojnie światowej obiekt był zaniedbany. „Odkryty” został na początku lat 60. XX wieku. W 1995 ogród zyskał solidne ogrodzenie, zmodernizowany został układ ścieżek, powstały mostki nad ciekiem. W 2006 posadzony został w ogrodzie dąb papieski – wyrosły z żołędzia Dębu Chrobrego pobłogosławionego przez Jana Pawła II. W 2009 posadzono w ogrodzie dąb upamiętniający zbrodnię katyńską.
W 2016 roku arboretum uznane zostało formalnie za jeden z ogrodów botanicznych.

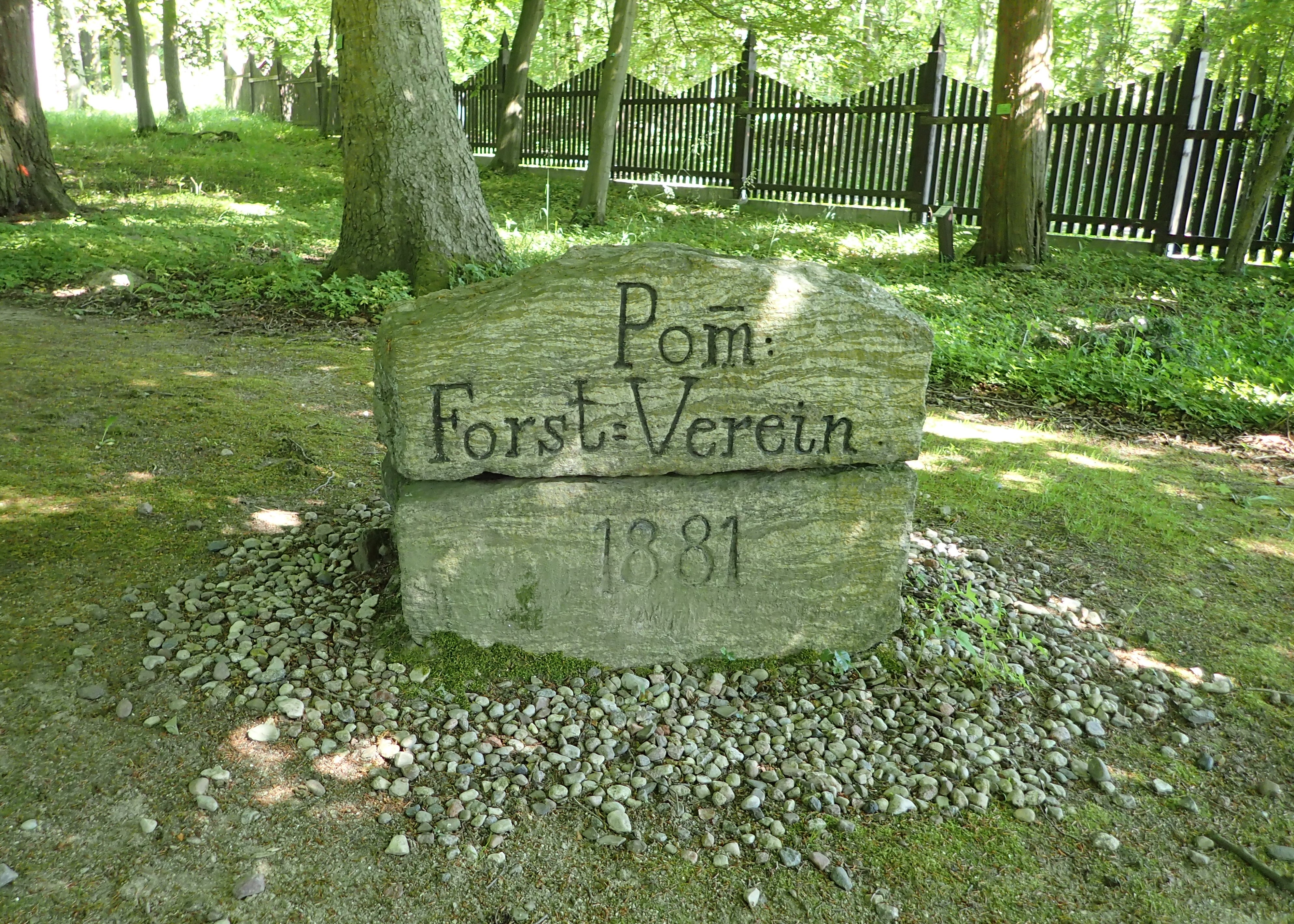
Pom. Forst. Verein 1881
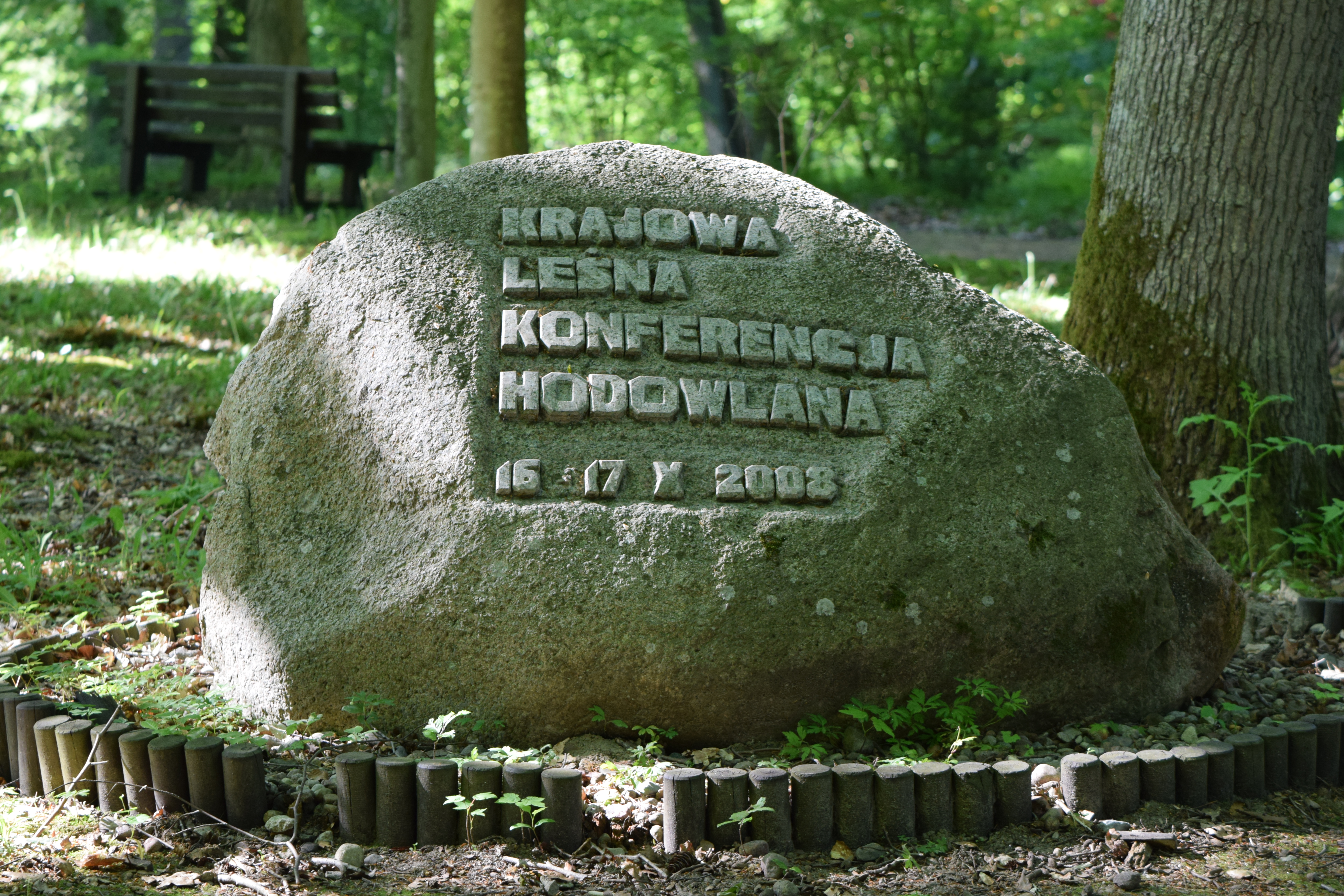
Krajowa leśna konferencja hodowlana z 2008
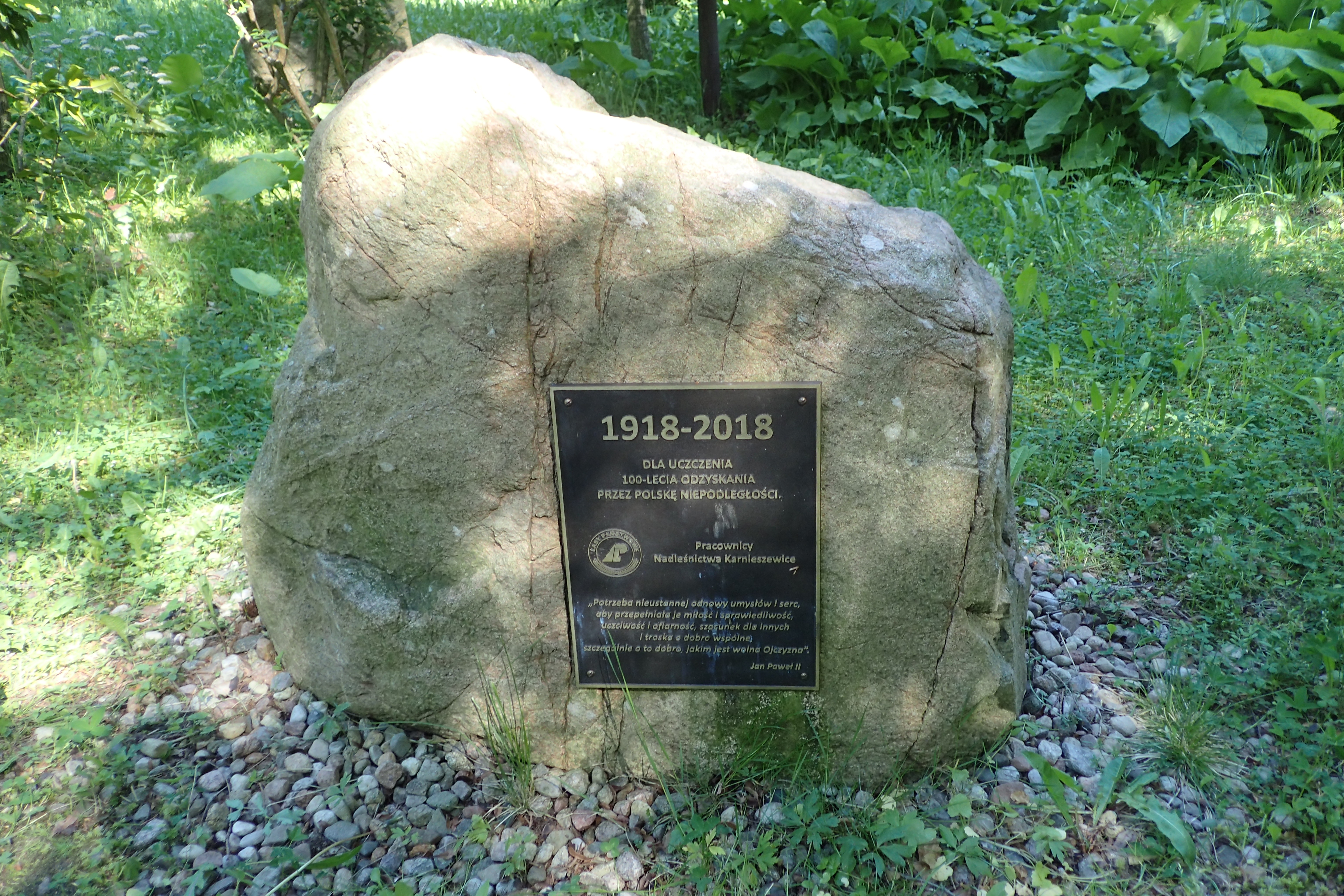
Upamiętnienie 100-lecia niepodległości
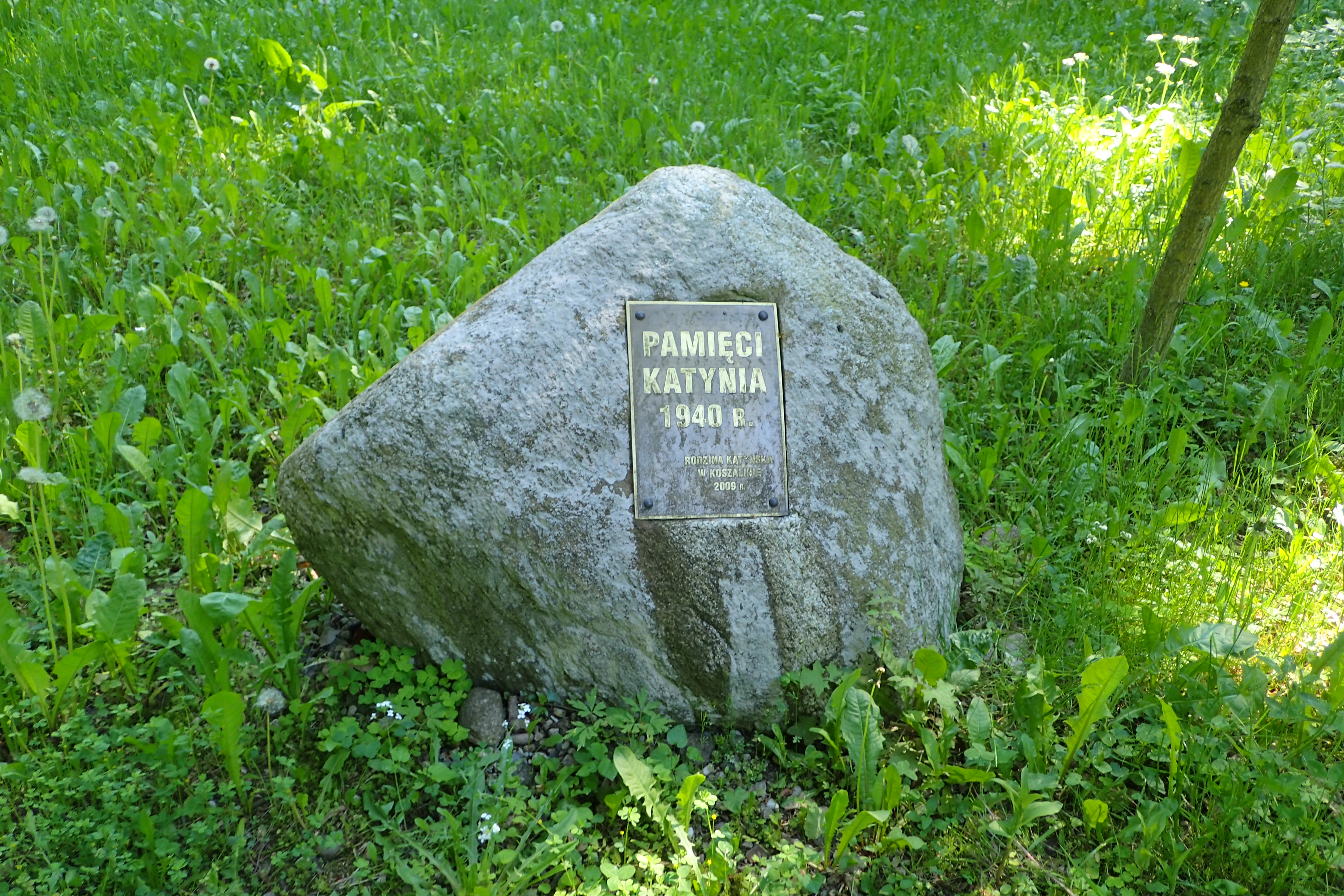
Pamięci Katynia 1940
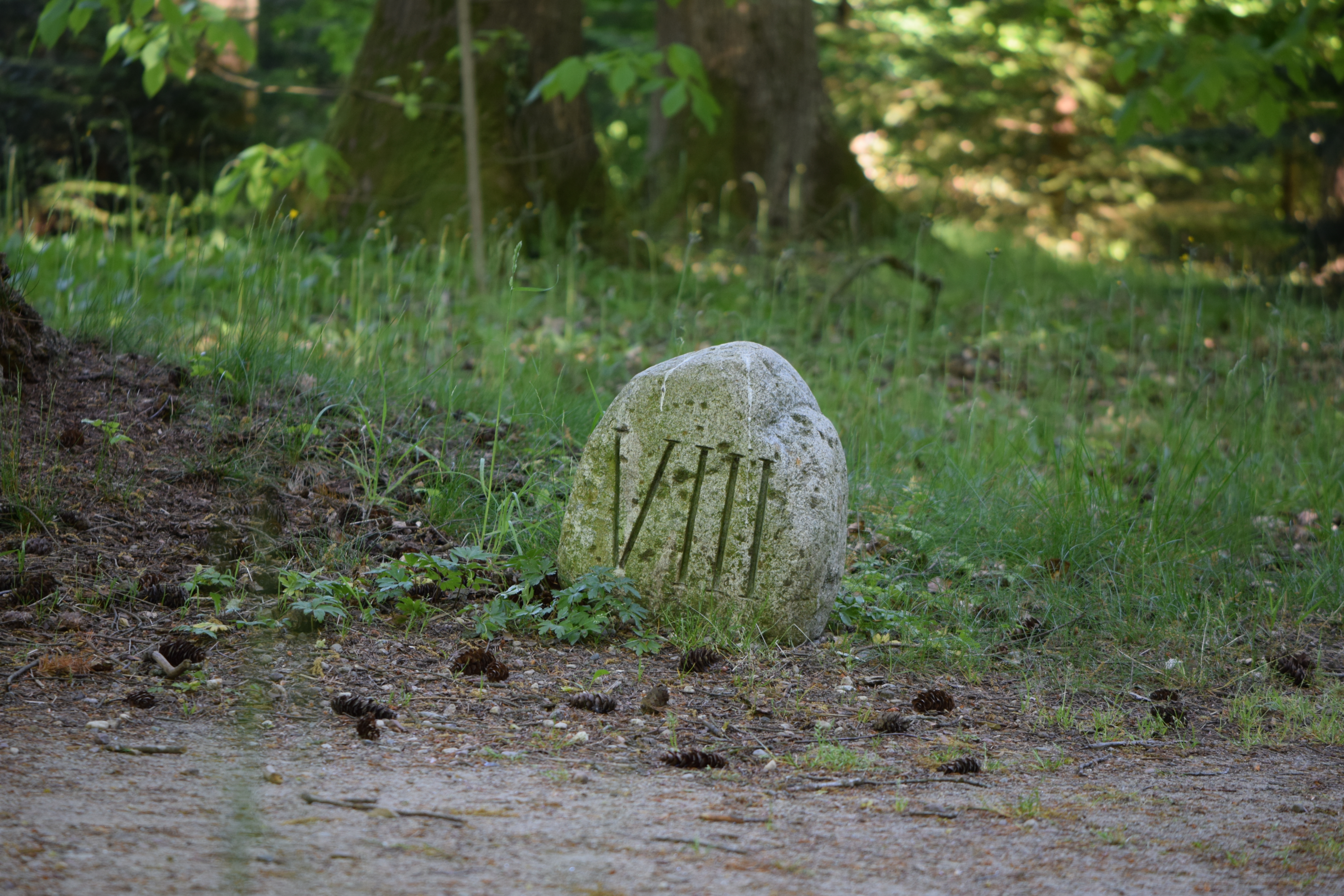
Oznaczenie kwater w ogrodzie

## Kolekcja
Ogród ma charakter leśny, w części udostępnionej z kolekcjami egzotycznych gatunków, a w części stanowiącej rezerwę dla dalszego rozwoju kolekcji z lasem bukowym. Północna i środkowa część z kolekcjami jest równinna, podczas gdy część południowa przecięta jest obniżeniem z ciekiem przekraczanym mostkami. Główną oś ogrodu stanowi aleja daglezjowa, w tym z najbardziej okazałymi i najstarszymi drzewami w ogrodzie. Tutejsze daglezje (a także rosnące w sąsiedztwie ogrodu) należą do największych w Polsce, osiągając 48 m wysokości i 490 cm obwodu. W sumie w ogrodzie w części z kolekcjami rośnie ok. 1,5 tysiąca drzew. Gatunki potencjalnie leśne sadzone są w skupieniach, a ozdobne pojedynczo. W 2015 roku w kolekcji ogrodu znajdowały się 84 gatunki drzew i 60 krzewów.
Do najstarszych drzew w ogrodzie należą przedstawiciele gatunków: tulipanowiec amerykański Liriodendron tulipifera, cyprysik Lawsona Chamaecyparis lawsoniana, cyprysik groszkowy Chamaecyparis pisifera, choina kanadyjska Tsuga canadensis, żywotnik olbrzymi Thuja plicata, orzesznik pięciolistkowy Carya ovata, jodła kaukaska Abies nordmanniana, dąb burgundzki Quercus cerris, kasztan jadalny Castanea sativa. Rośnie tu stary okaz buka zwyczajnego w odmianie paprotkowej Fagus sylvatica 'Aspleniifolia'. Do unikatowych taksonów należy Quercus ×richterii – mieszaniec dębu czerwonego Q. rubra i dębu błotnego Q. palustris.
Poza tym do kolekcji drzew i krzewów należą różne gatunki klonów: grabolistny Acer carpinifolium, Shirasawy A. shirasawanum, okrągłolistny A. circinatum, pensylwański A. pensylvanicum, klon japoński A. japonicum i palmowy Acer palmatum, jodeł: kaukaska Abies nordmanniana, nikko A. homolepis, balsamiczna A. balsamea, koreańska A. koreana, szereg gatunków i odmian różaneczników Rhododendron, a poza tym m.in.: śniegowiec wirginijski Chionanthus virginicus, leszczynowiec chiński Corylopsis sinensis, magnolia parasolowata Magnolia tripetala, wiąz pospolity Ulmus minor, kryptomeria japońska Cryptomeria japonica, wawrzynek wilczełyko Daphne mezereum, karagana syberyjska Caragana arborescens.

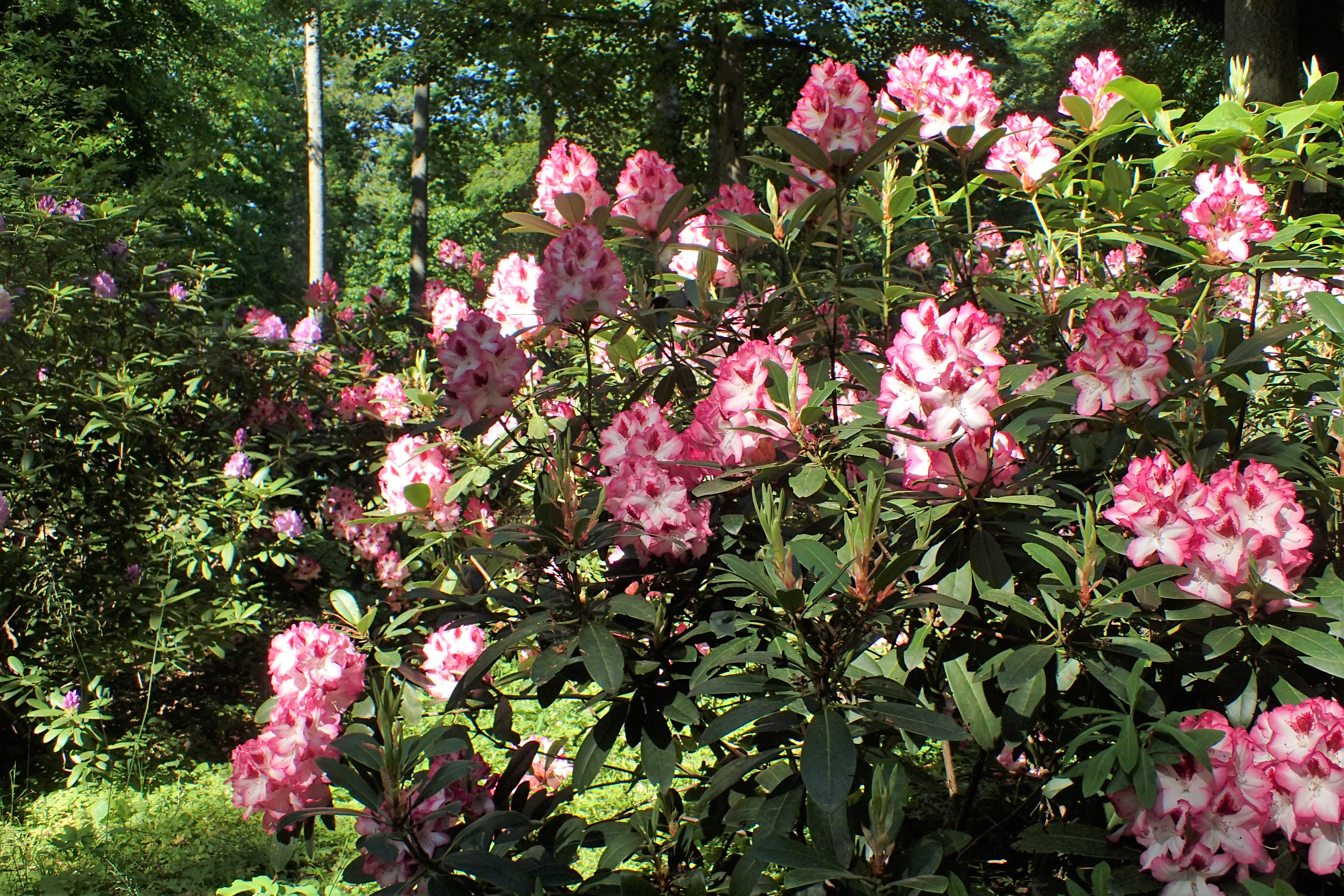
Różanecznik 'Hachmann's Charmant'
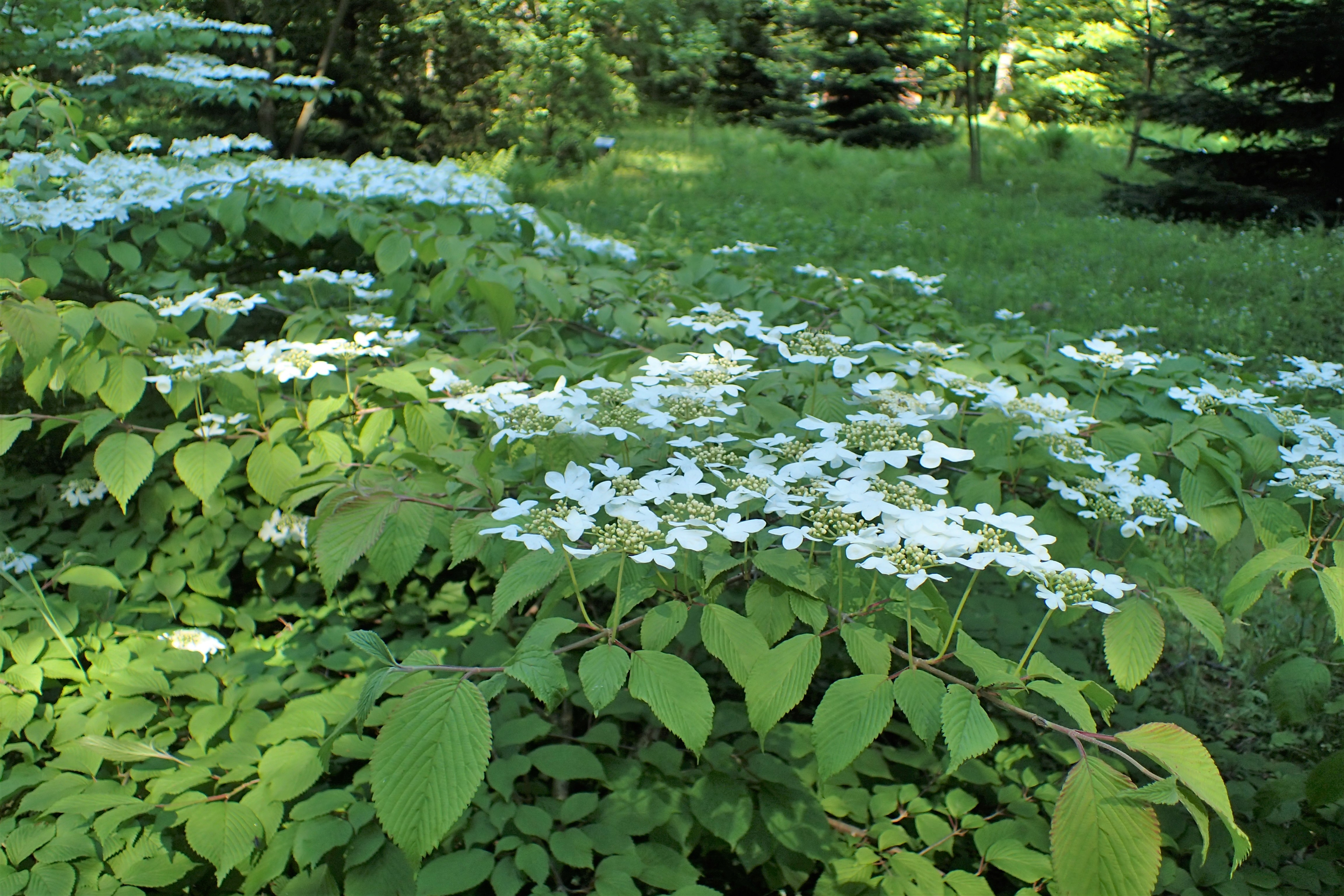
Kalina japońska 'Shasta'
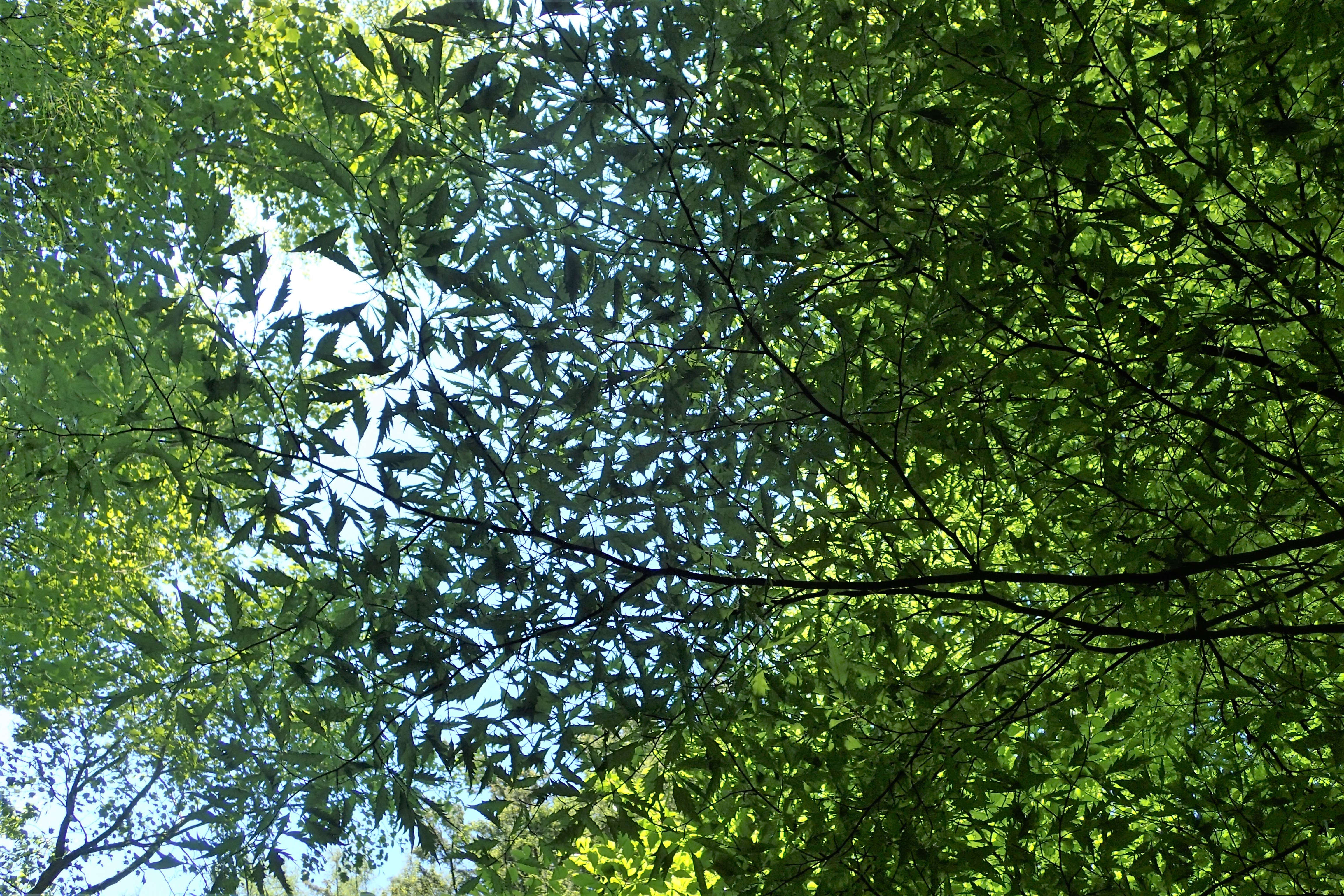
Buk w odmianie paprotkowej
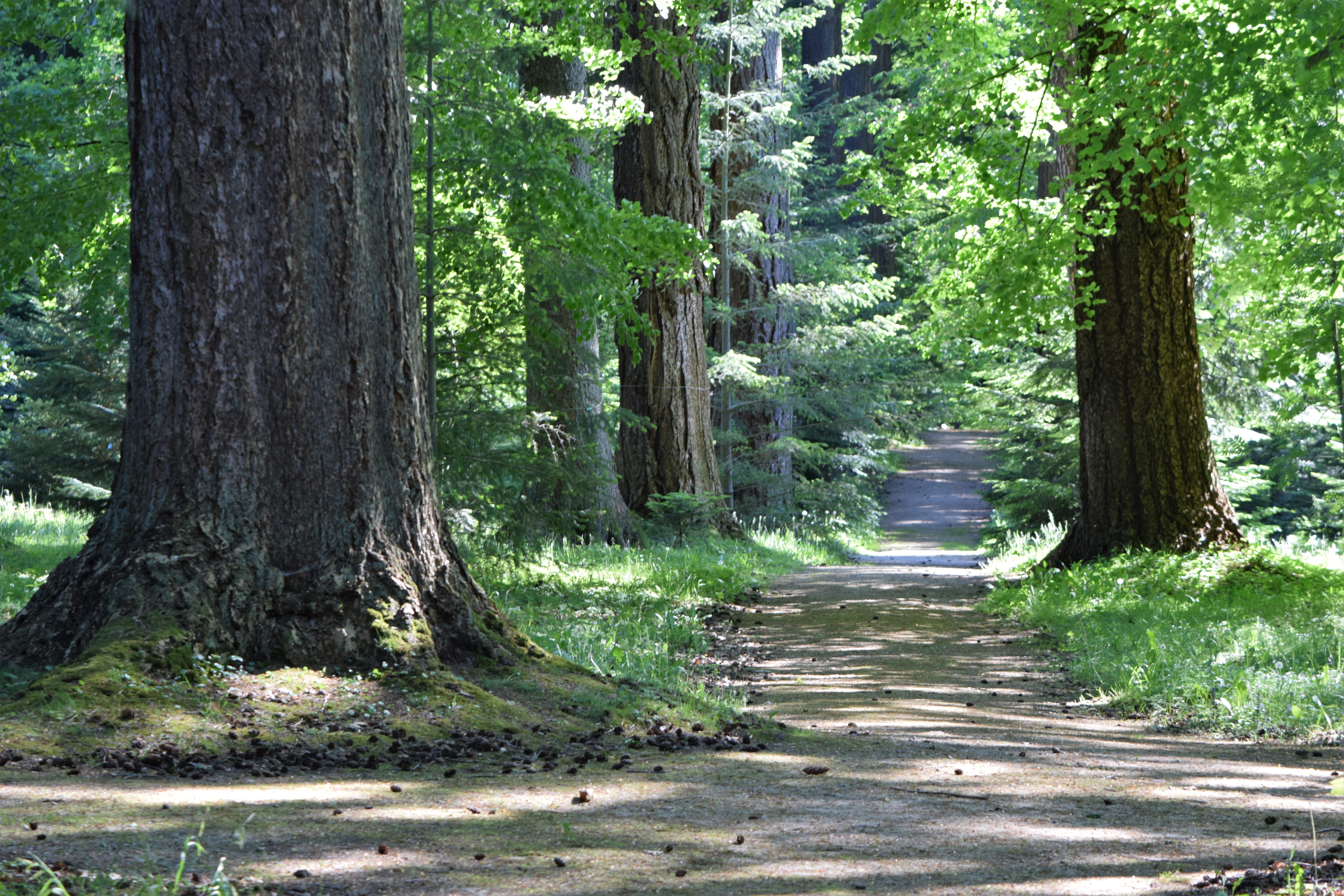
Daglezje – najstarsze drzewa w ogrodzie

W ogrodzie zachowane jest runo o charakterze leśnym, w tym z wchodzącymi w jego skład gatunkami rzadko spotykanymi i chronionymi, jak storczyki: podkolan zielonawy Platanthera chlorantha i kruszczyk szerokolistny Epipactis helleborine. Rosną tu także introdukowane gatunki leśne: wiechlina Chaixa Poa chaixii i kosmatka gajowa Luzula luzuloides. Udokumentowano także występowanie w ogrodzie 65 gatunków mchów i wątrobowców.

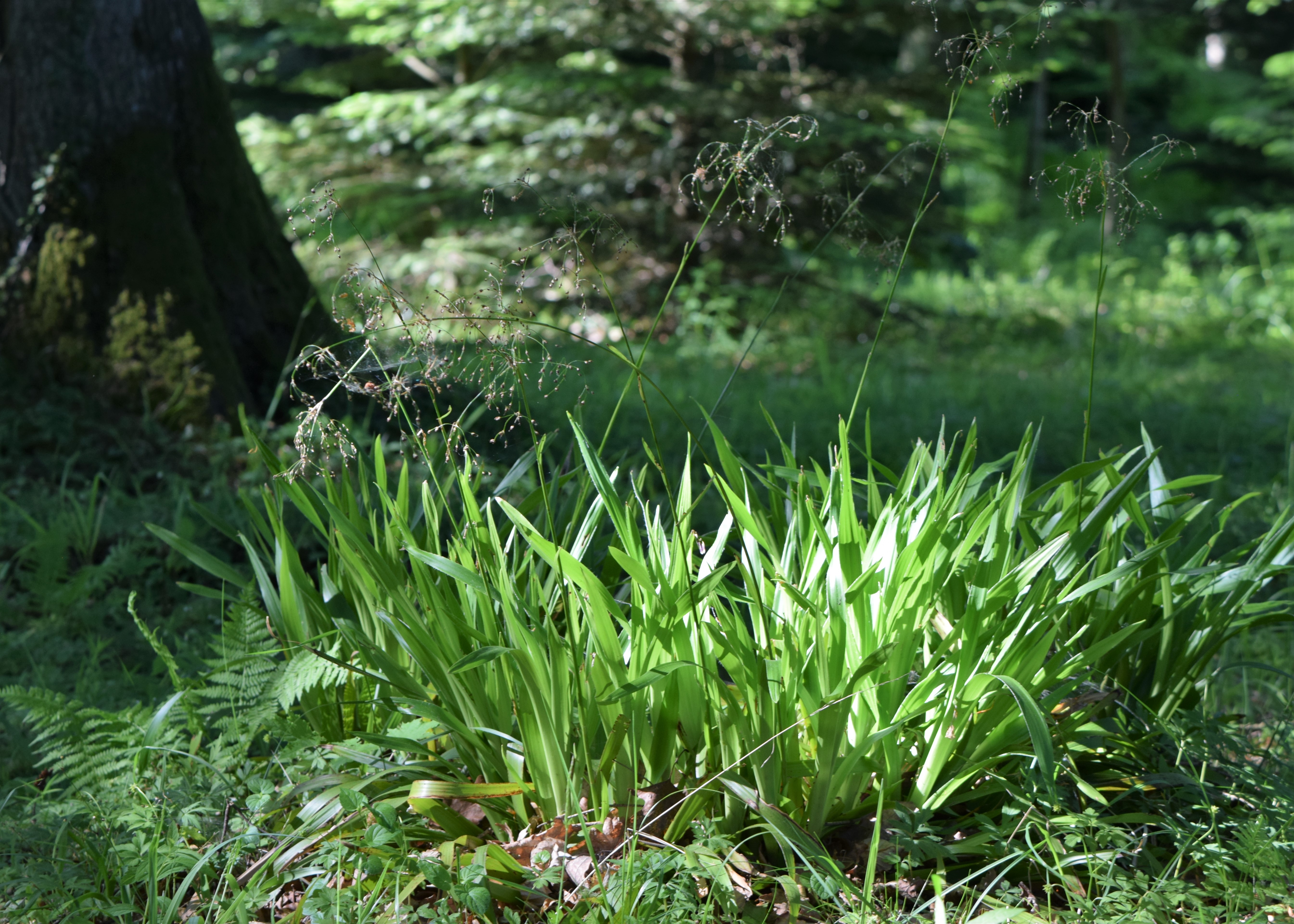
Kosmatka olbrzymia
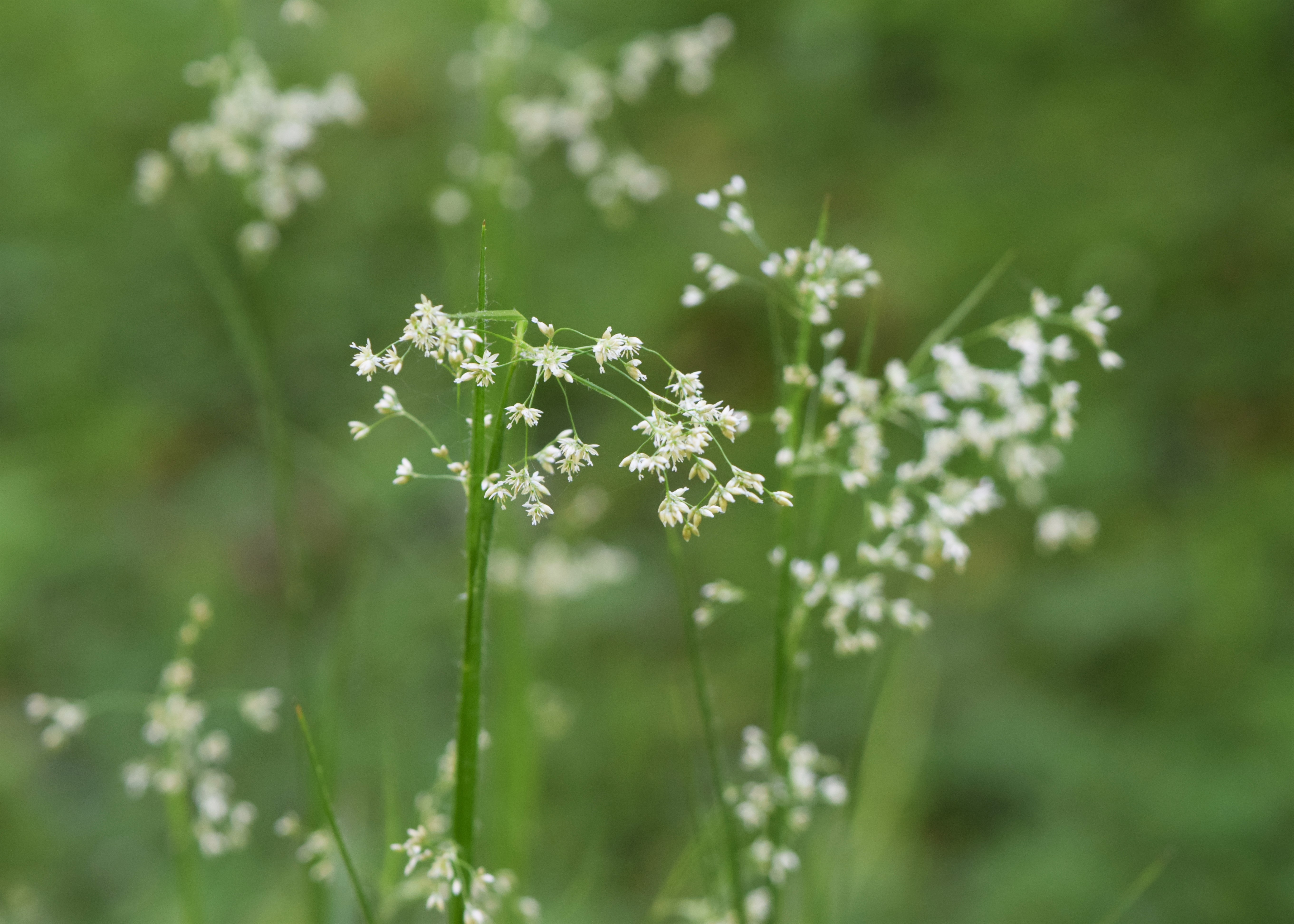
Kosmatka gajowa
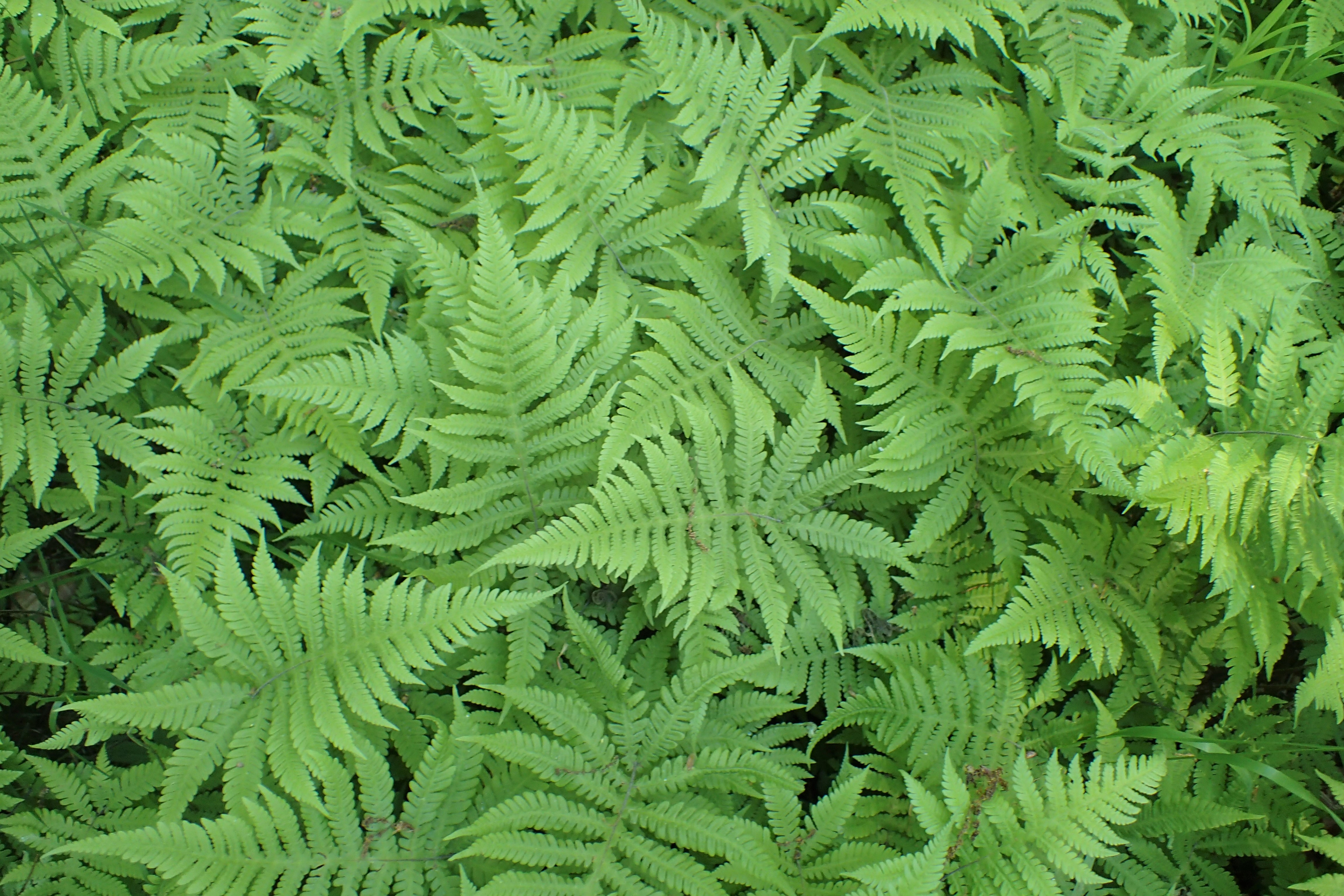
Zachyłka oszczepowata
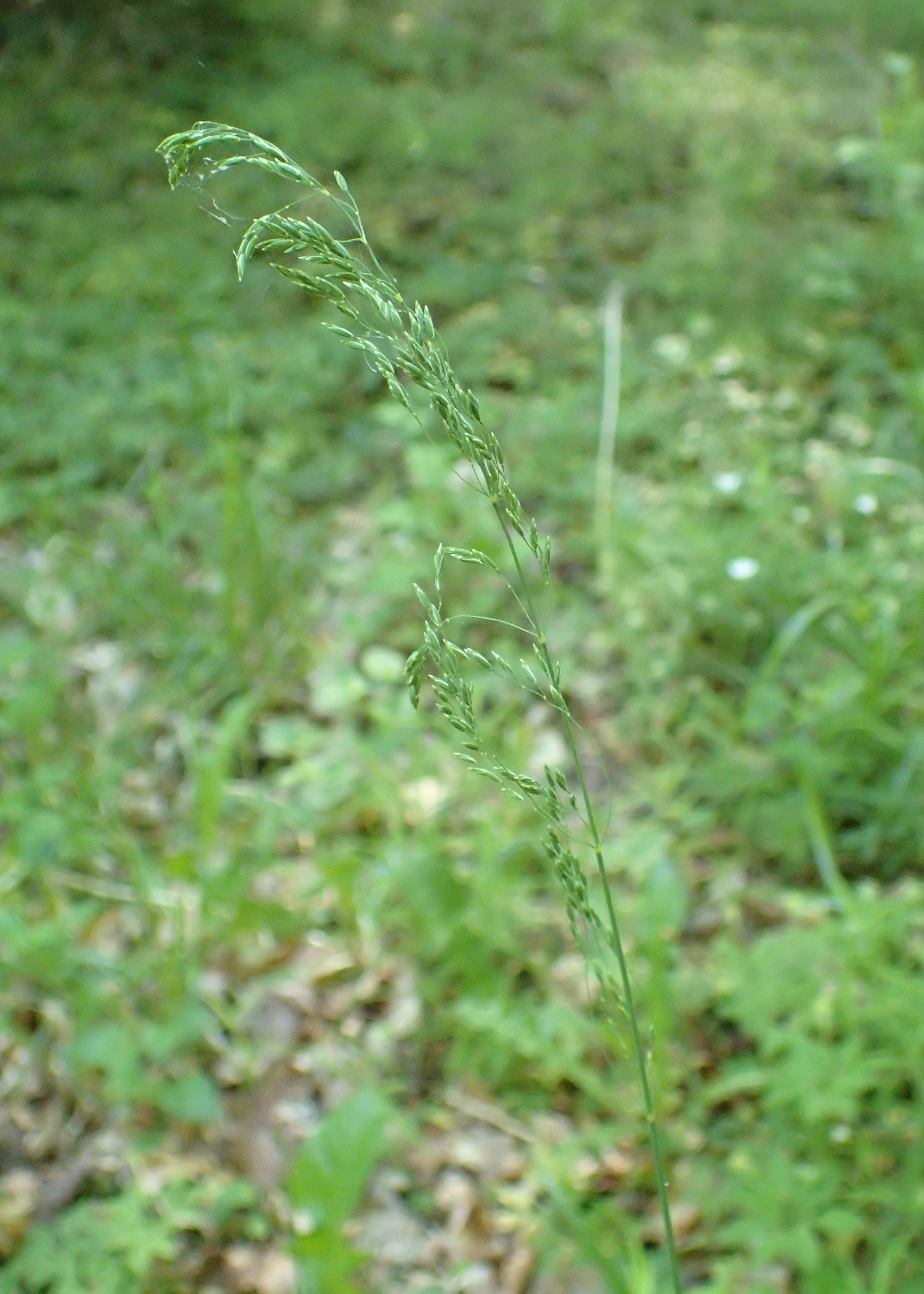
Wiechlina Chaixa